# Glynn megye
Glynn megye az Amerikai Egyesült Államokban, azon belül Georgia államban található. Megyeszékhelye és legnagyobb városa Brunswick. Lakosainak száma 84 499 fő (2020. április 1.). Glynn megye Camden, Brantley, Wayne és McIntosh megyékkel határos.

## Népesség
A megye népességének változása:
| Lakosok száma | 79 808 | 80 216 | 80 923 | 81 508 | 83 579 | 84 499 |
|               | 2010   | 2011   | 2012   | 2013   | 2015   | 2020   |